# 宗政美貴
宗政 美貴（むねまさ みき、1975年1月29日 - ）は、日本の元モデル、元タレントである。

## 人物
大阪府生まれ。レースクイーンなどを経て、1999年（平成11年）10月にテレビ番組、『ワンダフル』の第3期ワンギャルに選ばれたが、翌年4月にはワンギャルを脱退し同番組を降板した。その後は女優、モデルなどとして幅広く活動した。2003年（平成15年）には一時、芸名を「宗政みき」と改名していた。
その後2008年（平成20年）に芸能界から引退した。

## 出演履歴

### TV
- ナイトinナイト（1998年、朝日放送）
- ワンダフル 第3期（1999年10月 - 2000年 4月、TBS）
- ナニワ金融道5（2000年9月25日、フジテレビ）
- OLヴィジュアル系（2000年7月 - 9月、テレビ朝日）
- ダンシン!～DANCIN’ALL NIGHT～（2000年 - 2001年、テレビ東京）
- スキヤキ!!ロンドンブーツ大作戦（2001年1月9日、テレビ東京）
- 深夜の星「Furo-1グランプリ 冬の陣」（2001年2月、TBS）
- 出動!ミニスカポリス（2001年7月、9月、テレビ東京）
- 極楽とんぼのとび蹴りゴッデス（2001年9月3日、テレビ朝日）
- 恋愛裁判（2001年、日本テレビ）
- 世にも奇妙な物語 秋の特別編（2001年10月4日、フジテレビ）
- 月曜ゴールデン離婚妻探偵（2006年11月27日、TBS） - 吉沢理恵 役
- 「超」怖い話（2006年、KBS京都ほか）

### オリジナルビデオ
- バトルキャッツ！ (2008年4月25日、ローランズ・フィルム)　- ドライヤー女　ユキ役

### CM
- 台湾ワコールイメージキャラクター（1999年）

### レースクイーン
- チームアビリティマリオレーシングギャル（全日本GT選手権）（1998年、1999年）
- MINARDI with Wedding F1 Race Queen（1998年）
- ARENA CROSS Flying X'mas '98 ARENA Queen（1998年）
- チームASA（鈴鹿8時間耐久）（1999年）

### 写真集
- BLOOM（1999年、英知出版：ISBN 978-4754212315）
- embrace（2000年、英知出版：ISBN 978-4754212605）
- cheek（2000年、KSS：ISBN 978-4877094911）
- Bold（2001年、バウハウス：ISBN 978-4894616516）
- M3 （2003年、竹書房：ISBN 978-4812411445）
- ability（2005年、竹書房：ISBN 978-4812423578）
- QUEENSⅡ（1998年、フォレスト出版：978-4894510647）
- PitWalk レースクイーンカタログ1999（1999年、ビブロス）
- 超なまレースクィーン'99ベストレースクィーン写真集（1999年、ワニマガジン社：978-4-898292723）

### ビデオ・DVD
- Race Queen Collection Heat Up Vol.1（1999年、ポニーキャニオン）
- Race Queen The DVD 2（1999年、ポニーキャニオン）
- Heat（2000年、ポニーキャニオン）
- Bold（2001年、徳間ジャパン）
- Cheek（2001年、ケイエスエス）
- Miki in dorama Munemasa（2002年、アクアハウス）
- MUNEMASA（2002年、日本メディアサプライ）
- M3（2003年、竹書房）
- ability（2005年、竹書房）